# Eleições parlamentares europeias de 2019 (Chéquia)
As eleições parlamentares europeias de 2019 na Chéquia, ou Tchéquia, foram realizadas nos dias 24 e 25 de Maio e serviram para eleger os 21 deputados nacionais para o Parlamento Europeu.

## Composição 2014-2019 (final de mandato)

### Partidos nacionais
| Partido | Partido                               | Deputados | Grupo                                             |
| ------- | ------------------------------------- | --------- | ------------------------------------------------- |
|         | Partido Social-Democrata              | 4 / 21    | Aliança Progressista dos Socialistas e Democratas |
|         | TOP 09                                | 3 / 21    | Grupo do Partido Popular Europeu                  |
|         | Partido Comunista da Boêmia e Morávia | 3 / 21    | Esquerda Unitária Europeia/Esquerda Nórdica Verde |
|         | União Cristã e Democrata              | 3 / 21    | Grupo do Partido Popular Europeu                  |
|         | Aliança dos Cidadãos Descontentes     | 2 / 21    | Aliança dos Liberais e Democratas pela Europa     |
|         | Partido Democrático Cívico            | 2 / 21    | Reformistas e Conservadores Europeus              |
|         | Voz                                   | 2 / 21    | Aliança dos Liberais e Democratas pela Europa     |
|         | Partido dos Cidadãos Livres           | 1 / 21    | Europa da Liberdade e da Democracia Directa       |
|         | STAN                                  | 1 / 21    | Grupo do Partido Popular Europeu                  |

### Grupos parlamentares
| Grupo | Grupo                                             | Deputados |
| ----- | ------------------------------------------------- | --------- |
|       | Grupo do Partido Popular Europeu                  | 7 / 21    |
|       | Aliança dos Liberais e Democratas pela Europa     | 4 / 21    |
|       | Aliança Progressista dos Socialistas e Democratas | 4 / 21    |
|       | Esquerda Unitária Europeia/Esquerda Nórdica Verde | 3 / 21    |
|       | Reformistas e Conservadores Europeus              | 2 / 21    |
|       | Europa da Liberdade e da Democracia Directa       | 1 / 21    |

## Partidos concorrentes
Os principais partidos concorrentes são os seguintes:
| Partido | Partido | Cabeça de Lista  | Afiliação europeia                                         |
| ------- | --- | ---------------- | ---------------------------------------------------------- |
|         | Aliança dos Cidadãos Descontentes | Dita Charanzová  | Partido da Aliança dos Liberais e Democratas pela Europa   |
|         | TOP 09 - STAN - Partido Verde - Partido Liberal Ambientalista                                                                                | Jiří Pospíšil    | Partido Popular Europeu - Partido Verde Europeu            |
|         | Partido Social-Democrata | Pavel Poc        | Partido Socialista Europeu                                 |
|         | Partido Comunista da Boêmia e Morávia - Partido do Socialismo Democrático - Partido Comunista da Checoslováquia                              | Kateřina Konečná | Partido da Esquerda Europeia                               |
|         | União Cristã e Democrata - SNK Democratas Europeus - Partido Monárquico da Boêmia, Morávia e Silésia - Partido Conservador - Não Partidários | Pavel Svoboda    | Partido Popular Europeu                                    |
|         | Partido Democrático Cívico | Jan Zahradil     | Aliança dos Reformistas e Conservadores Europeus           |
|         | Partido dos Cidadãos Livres | Tomáš Pajonk     |                                                            |
|         | Partido Pirata Checo | Marcel Kolaja    | Partido Pirata Europeu/Movimento Democracia na Europa 2025 |
|         | Liberdade e Democracia Direta | Ivan David       | Aliança Europeia dos Povos e das Nações                    |
|         | Voz | Pavel Telička    | Partido da Aliança dos Liberais e Democratas pela Europa   |

## Resultados nacionais
| Partido                 | Partido                                       | Votos     | %               | +/-   | Deputados | +/-     |
| ----------------------- | --------------------------------------------- | --------- | --------------- | ----- | --------- | ------- |
|                         | ANO 2011                                      | 502 343   | 21,18 / 100,00  | 5,05  | 6 / 21    | 2       |
|                         | Partido Democrático Cívico                    | 344 885   | 14,54 / 100,00  | 6,87  | 4 / 21    | 2       |
|                         | Partido Pirata Checo                          | 330 844   | 13,95 / 100,00  | 9,17  | 3 / 21    | 3       |
|                         | TOP 09                                        | 276 220   | 11,65 / 100,00  | 4,30  | 3 / 21    | 1       |
|                         | Liberdade e Democracia Direta                 | 216 718   | 9,14 / 100,00   | Novo  | 2 / 21    | Novo    |
|                         | União Cristã e Democrata                      | 171 723   | 7,24 / 100,00   | 2,71  | 2 / 21    | Estável |
|                         | Partido Comunista                             | 164 624   | 6,94 / 100,00   | 4,04  | 1 / 21    | 1       |
|                         | Partido Social-Democrata                      | 93 664    | 3,95 / 100,00   | 10,22 | 0 / 21    | 4       |
|                         | Voz                                           | 56 449    | 3,23 / 100,00   | Novo  | 0 / 21    | Novo    |
|                         | Sim, Nós Vamos Gozar com o Parlamento Europeu | 37 046    | 1,56 / 100,00   | Novo  | 0 / 21    | Novo    |
|                         | Outros                                        | 174 598   | 7,44 / 100,00   |       | 0 / 21    |         |
| Total                   | Total                                         | 1 007 398 | 100,00 / 100,00 |       | 21 / 21   |         |
| Eleitorado/Participação | Eleitorado/Participação                       | 4 429 801 | 28,72 / 100,00  | 10,62 |           |         |
| Fonte                   | Fonte                                         | [ 4 ]     | [ 4 ]           | [ 4 ] | [ 4 ]     | [ 4 ]   |

## Composição 2019-2024

### Partidos nacionais
| Partido | Partido                       | Deputados | Grupo                                             |
| ------- | ----------------------------- | --------- | ------------------------------------------------- |
|         | ANO 2011                      | 6 / 21    | Aliança dos Liberais e Democratas pela Europa     |
|         | Partido Democrático Cívico    | 4 / 21    | Reformistas e Conservadores Europeus              |
|         | Partido Pirata Checo          | 3 / 21    | Grupo dos Verdes/Aliança Livre Europeia           |
|         | TOP 09                        | 2 / 21    | Grupo do Partido Popular Europeu                  |
|         | Liberdade e Democracia Direta | 2 / 21    | Aliança Europeia dos Povos e das Nações           |
|         | União Cristã e Democrata      | 2 / 21    | Grupo do Partido Popular Europeu                  |
|         | STAN                          | 1 / 21    | Grupo do Partido Popular Europeu                  |
|         | Partido Comunista             | 1 / 21    | Esquerda Unitária Europeia/Esquerda Nórdica Verde |

### Grupos parlamentares
| Grupo | Grupo                                             | Deputados |
| ----- | ------------------------------------------------- | --------- |
|       | Aliança dos Liberais e Democratas pela Europa     | 6 / 21    |
|       | Grupo do Partido Popular Europeu                  | 5 / 21    |
|       | Reformistas e Conservadores Europeus              | 4 / 21    |
|       | Grupo dos Verdes/Aliança Livre Europeia           | 3 / 21    |
|       | Aliança Europeia dos Povos e das Nações           | 2 / 21    |
|       | Esquerda Unitária Europeia/Esquerda Nórdica Verde | 1 / 21    |